# N-(Trimethylsilyl)diethylamin
N-(Trimethylsilyl)diethylamin ist eine chemische Verbindung aus der Gruppe der Amine.

## Gewinnung und Darstellung
N-(Trimethylsilyl)diethylamin kann durch Reaktion von Diethylamin und Trimethylchlorsilan oder einem N,O-bis(Trimethylsilyl)acetamid gewonnen werden.

## Eigenschaften
N-(Trimethylsilyl)diethylamin ist eine geruchlose, farblose bis gelbe Flüssigkeit, die in Wasser hydrolisiert.

## Verwendung
N-(Trimethylsilyl)diethylamin wird als Silylierungsmittel zur Derivatisierung von polaren organischen Verbindungen verwendet.